# Saint-Genis-Laval
Saint-Genis-Laval település Franciaországban, Métropole de Lyon különleges státuszú nagyvárosban (métropole: nagyjából „megyei jogú város”). Lakosainak száma 21 329 fő (2022. január 1.). Saint-Genis-Laval Brignais, Chaponost, Charly, Irigny, Vourles és Oullins-Pierre-Bénite községekkel határos.

## Népesség
A település népessége az elmúlt években az alábbi módon változott:
| Lakosok száma | 20 696 | 21 342 | 22 104 | 21 217 | 21 019 | 20 914 | 20 971 | 20 929 | 21 329 |
|               | 2013   | 2015   | 2016   | 2017   | 2018   | 2019   | 2020   | 2021   | 2022   |